# Alessandro Leogrande
Alessandro Leogrande (Taranto, 20 maggio 1977 – Roma, 26 novembre 2017) è stato uno scrittore e giornalista italiano.

## Biografia
Nato a Taranto nel 1977, dopo aver conseguito la maturità al Liceo classico Archita della città natale, nel 1996 Leogrande si trasferisce a Roma, dove si laurea in filosofia all’Università La Sapienza con una tesi sulla critica sociale di Michael Walzer. Ha scritto per giornali e riviste come Internazionale, l’Unità, il manifesto, Panorama, il Riformista, Il Fatto Quotidiano, Una città, Nuovi Argomenti, Gli asini, La terra vista dalla luna, Pagina99, Minima&Moralia. È stato editorialista del Corriere del Mezzogiorno, curatore dell’inserto Fuoribordo per il settimanale “Pagina 99” e ha condotto trasmissioni per Radio 3 RAI e Radio Svizzera Italiana. È stato per dieci anni vicedirettore del mensile “Lo Straniero” (diretto da Goffredo Fofi). 
Leogrande ha esordito nel reportage narrativo con Un mare nascosto, dedicato alla sua città (1999), e ha proseguito l’indagine sulle nuove mafie, i movimenti di protesta, lo sfruttamento dei braccianti stranieri con Le male vite. Storie di contrabbando e di multinazionali (2003; 2010), Nel paese dei viceré. L'Italia tra pace e guerra (2006), Uomini e caporali. Viaggio tra i nuovi schiavi nelle campagne del Sud (2008), Fumo sulla città (2013). In seguito si è occupato delle migrazioni dai Balcani e dall’Africa in Il naufragio. Morte nel Mediterraneo (2011), da cui ha tratto il libretto dell’opera Katër i Radës che ha debuttato alla Biennale Musica di Venezia nel 2014 (musica di Admir Shkurtaj, regia di Salvatore Tramacere, prodotta dal Teatro Koreja), Adriatico (2011), in La frontiera (2015), e nel libretto Haye. Le parole, la notte, che ha debuttato al Teatro Ariosto di Reggio Emilia il 29 settembre del 2017, con musica di Mauro Montalbetti e regia di Alina Marazzi. 
Ha curato le antologie Nel Sud senza bussola. Venti voci per ritrovare l’orientamento (con Goffredo Fofi, 2002), Il pallone è tondo (2005), Ogni maledetta domenica. Otto storie di calcio (2010), il volume Trois Agoras Marseille. Art du geste dans le Méditerranée di Virgilio Sieni (2013), l'antologia degli scritti giornalistici di Rodolfo Walsh Il violento mestiere di scrivere (2016), e gli scritti di Carlo Pisacane L'altro risorgimento (2017). Nel 2017 Leogrande si era recato in Argentina per scrivere un nuovo libro sui rapporti tra cappellani militari ed esercito durante la dittatura del '76-'83. 
È morto a Roma il 26 novembre 2017, stroncato da un malore improvviso a 40 anni. Il padre Stefano ne ha voluto ricordare il lavoro "in difesa degli ultimi e dei ferocemente sfruttati nei più diversi contesti: nell'ambito del caporalato, degli immigrati, dei desaparecidos in Argentina, e ovunque ci sia stato un sopruso". Nel 2018 la capitale dell'Albania, Tirana, gli ha intitolato una strada.
Dal suo libro Fumo sulla città, nel 2023 è stato tratto il film Palazzina Laf, diretto e interpretato da Michele Riondino (al suo debutto alla regia), che ha dedicato la pellicola allo stesso Leogrande, inizialmente coinvolto nella stesura della sceneggiatura.
Il 20 maggio 2024, nel giorno del suo 47º compleanno, la scuola di Stato CPIA 1 Bari (Centro Provinciale Istruzione Adulti) ha celebrato l'intitolazione allo scrittore tarantino.

## Riconoscimenti
- Premio Napoli[6] - Libro dell'anno, Premio Omegna, Premio Sandro Onofri e Premio Biblioteche di Roma con Uomini e caporali
- Premio Ryszard Kapuściński e Premio Volponi con Il naufragio
- Premio Carlo Marincovich per la cultura del mare con Il naufragio e La frontiera
- Premio Pozzale Luigi Russo e finalista al Premio Terzani con La frontiera
- Premio Lo Straniero con Un mare nascosto

## Opere
- Un mare nascosto, Napoli, L'ancora del Mediterraneo, 2000
- Le male vite. Storie di contrabbando e di multinazionali, Napoli, L'ancora del Mediterraneo, 2003 (poi, Roma, Fandango, 2010)
- Nel paese dei viceré. L'Italia tra pace e guerra, Napoli, L'ancora del Mediterraneo, 2006
- Uomini e caporali. Viaggio tra i nuovi schiavi nelle campagne del Sud, Milano, Mondadori, 2008 (poi, Milano, Feltrinelli, 2016)
- Il naufragio. Morte nel Mediterraneo, Milano, Feltrinelli, 2011
- Adriatico, Milano, Feltrinelli, 2011
- Fumo sulla città, Roma, Fandango, 2013
- Katër i Radës, Milano, Feltrinelli, 2014
- La frontiera, Milano, Feltrinelli, 2015
- Haye. Le parole, la notte, Milano, Feltrinelli, 2017
- Dalle macerie. Cronache sul fronte meridionale. A cura di Salvatore Romeo, Milano, Feltrinelli, 2018 [postumo]
- Gli anni dello Straniero. Italia 1998-2017. A cura di Nicola Villa, Roma, Edizioni dell'asino, 2021 [postumo]